# Red Bull Air Race World Series seizoen 2016

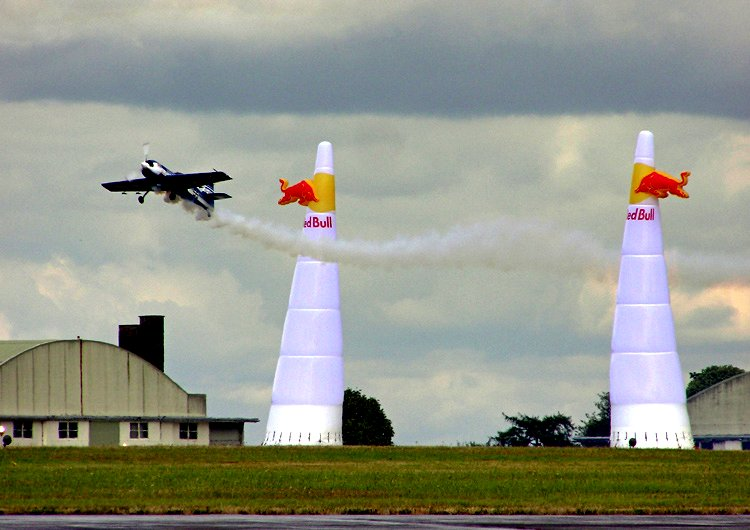
Red Bull Air Race

Het seizoen 2016 van de Red Bull Air Race World Series is het elfde Red Bull Air Race World Series-seizoen. Er worden acht wedstrijden gehouden.

## Kalender
| 2016 Red Bull Air Race World Series | 2016 Red Bull Air Race World Series                | 2016 Red Bull Air Race World Series | 2016 Red Bull Air Race World Series |
| Ronde                               | Locatie                                            | Datum                               |                                     |
| ----------------------------------- | -------------------------------------------------- | ----------------------------------- | ----------------------------------- |
| 1                                   | Abu Dhabi                                          | 11-12 maart                         |                                     |
| 2                                   | Red Bull Ring, Spielberg                           | 23 - 24 april                       |                                     |
| 3                                   | Chiba                                              | 4 - 5 juni                          |                                     |
| 4                                   | Boedapest                                          | 16 - 17 juli                        |                                     |
| 5                                   | Ascot Racecourse, Ascot                            | 13 - 14 augustus                    |                                     |
| 6                                   | Lausitzring, Klettwitz                             | 3 - 4 september                     |                                     |
| 7                                   | Indianapolis Motor Speedway, Indianapolis, Indiana | 1 - 2 oktober                       |                                     |
| 8                                   | Las Vegas Motor Speedway, Las Vegas, Nevada        | 15 - 16 oktober                     |                                     |

## Uitslagen

### Master Class
| Winnaar | Tweede | Derde | Punten gescoord | Geen punten gescoord | DQ = Gedisqualificeerd | NG = Niet gestart | NF = Niet gefinisht | TP = Technische problemen |

| 2016 Red Bull Air Race World Series Uitslagen en Stand | 2016 Red Bull Air Race World Series Uitslagen en Stand | 2016 Red Bull Air Race World Series Uitslagen en Stand | 2016 Red Bull Air Race World Series Uitslagen en Stand | 2016 Red Bull Air Race World Series Uitslagen en Stand | 2016 Red Bull Air Race World Series Uitslagen en Stand | 2016 Red Bull Air Race World Series Uitslagen en Stand | 2016 Red Bull Air Race World Series Uitslagen en Stand | 2016 Red Bull Air Race World Series Uitslagen en Stand | 2016 Red Bull Air Race World Series Uitslagen en Stand | 2016 Red Bull Air Race World Series Uitslagen en Stand |
| Positie                                                | Piloot                                                 | UAE                                                    | AUT                                                    | JPN                                                    | HUN                                                    | GBR                                                    | GER                                                    | USA                                                    | USA                                                    | Punten                                                 |
| ------------------------------------------------------ | ------------------------------------------------------ | ------------------------------------------------------ | ------------------------------------------------------ | ------------------------------------------------------ | ------------------------------------------------------ | ------------------------------------------------------ | ------------------------------------------------------ | ------------------------------------------------------ | ------------------------------------------------------ | ------------------------------------------------------ |
| 1                                                      | Matthias Dolderer                                      | 2                                                      | 1                                                      | 8                                                      | 1                                                      | 2*                                                     | 2                                                      | 1                                                      | C                                                      | 80.25                                                  |
| 2                                                      | Matt Hall                                              | 9*                                                     | 5                                                      | 7                                                      | 3                                                      | 1                                                      | 1                                                      | 4                                                      |                                                        | 55.75                                                  |
| 3                                                      | Hannes Arch †                                          | EX                                                     | 2                                                      | 6                                                      | 2                                                      | 3                                                      | 5                                                      |                                                        |                                                        | 41                                                     |
| 4                                                      | Nigel Lamb                                             | 11                                                     | 3                                                      | 4                                                      | 6                                                      | 6                                                      | 10*                                                    | 2                                                      | C                                                      | 37.75                                                  |
| 5                                                      | Nicolas Ivanoff                                        | 1                                                      | 7                                                      | DNS                                                    | 7                                                      | 7                                                      | 7                                                      | 6                                                      | C                                                      | 35                                                     |
| 6                                                      | Yoshihide Muroya                                       | 8                                                      | 13                                                     | 1                                                      | 5                                                      | 8                                                      | 14                                                     | 5*                                                     | C                                                      | 31.5                                                   |
| 7                                                      | Martin Šonka                                           | DSQ                                                    | 9                                                      | 2                                                      | 14                                                     | 5                                                      | 4                                                      | 7                                                      | C                                                      | 31                                                     |
| 8                                                      | Pete McLeod                                            | 7                                                      | 4                                                      | 12                                                     | 9                                                      | 13                                                     | 3                                                      | 3                                                      | C                                                      | 30.5                                                   |
| 9                                                      | Kirby Chambliss                                        | 5                                                      | 6                                                      | 3                                                      | 4                                                      | 9                                                      | 8                                                      | DSQ                                                    | C                                                      | 30.25                                                  |
| 10                                                     | Michael Goulian                                        | 6                                                      | 10                                                     | 13                                                     | 10                                                     | 4                                                      | 6                                                      | 10                                                     | C                                                      | 19.75                                                  |
| 11                                                     | Juan Velarde                                           | 10                                                     | 14*                                                    | 5                                                      | 8                                                      | 11                                                     | 9                                                      | 8                                                      | C                                                      | 14.25                                                  |
| 12                                                     | François Le Vot                                        | 3                                                      | 12                                                     | 10                                                     | 13                                                     | 12                                                     | 12                                                     | 12                                                     | C                                                      | 10                                                     |
| 13                                                     | Peter Podlunšek                                        | 12                                                     | 8                                                      | 11                                                     | 12                                                     | 10                                                     | 13                                                     | 11                                                     | C                                                      | 4                                                      |
| 14                                                     | Petr Kopfstein                                         | 13                                                     | 11                                                     | 9                                                      | 11                                                     | 14                                                     | 11                                                     | 9                                                      | C                                                      | 4                                                      |
| 15                                                     | Cristian Bolton                                        |                                                        |                                                        |                                                        |                                                        |                                                        |                                                        | 13                                                     | C                                                      | 0                                                      |

* De piloot vloog de snelste tijd in de kwalificatie. Tijdens de races in Chiba en Boedapest werd de kwalificatie afgelast.
- Tijdens de race in Boedapest werd 75% van de punten uitgereikt vanwege slechte weersomstandigheden.
- De race in Las Vegas werd afgelast vanwege harde windstoten.
- Hannes Arch werd vierde tijdens de eerste race in Abu Dhabi, maar werd later uitgesloten van deelname. De punten voor de vierde plaats zijn niet uitgereikt.

† Hannes Arch kwam bij een helikopterongeluk op 8 september 2016 om het leven.

### Challenger Class
De piloten moeten deelnemen aan ten minste drie evenementen, waarbij de beste drie resultaten meetellen voor het kampioenschap. Aan het eind van het seizoen in Las Vegas zou een finale worden gehouden waarbij de zes beste piloten zouden uitmaken wie kampioen zou worden, maar door hevige windstoten werd deze afgelast en werd de kampioen beslist op basis van het aantal behaalde punten.
| Winnaar | Tweede | Derde | Punten gescoord | Geen punten gescoord | DQ = Gedisqualificeerd | NG = Niet gestart | NF = Niet gefinisht | TP = Technische problemen |

| 2016 Red Bull Air Race World Series Uitslagen en Stand | 2016 Red Bull Air Race World Series Uitslagen en Stand | 2016 Red Bull Air Race World Series Uitslagen en Stand | 2016 Red Bull Air Race World Series Uitslagen en Stand | 2016 Red Bull Air Race World Series Uitslagen en Stand | 2016 Red Bull Air Race World Series Uitslagen en Stand | 2016 Red Bull Air Race World Series Uitslagen en Stand | 2016 Red Bull Air Race World Series Uitslagen en Stand | 2016 Red Bull Air Race World Series Uitslagen en Stand | 2016 Red Bull Air Race World Series Uitslagen en Stand | 2016 Red Bull Air Race World Series Uitslagen en Stand |
| Positie                                                | Piloot                                                 | UAE                                                    | AUT                                                    | JPN                                                    | HUN                                                    | GBR                                                    | GER                                                    | USA                                                    | Drop                                                   | Punten                                                 |
| ------------------------------------------------------ | ------------------------------------------------------ | ------------------------------------------------------ | ------------------------------------------------------ | ------------------------------------------------------ | ------------------------------------------------------ | ------------------------------------------------------ | ------------------------------------------------------ | ------------------------------------------------------ | ------------------------------------------------------ | ------------------------------------------------------ |
| 1                                                      | Florian Berger                                         | 3                                                      | 1                                                      |                                                        | 4                                                      | 2                                                      | 1                                                      |                                                        | 10                                                     | 28                                                     |
| 2                                                      | Daniel Ryfa                                            | 1                                                      | 3                                                      |                                                        | 1                                                      | 5                                                      | 4                                                      |                                                        | 6                                                      | 26                                                     |
| 3                                                      | Kevin Coleman                                          | 2                                                      | 2                                                      | 2                                                      |                                                        | 1                                                      | 6                                                      | 4                                                      | 12                                                     | 26                                                     |
| 4                                                      | Luke Czepiela                                          | 5                                                      |                                                        | 3                                                      | 3                                                      |                                                        | 2                                                      | 1                                                      | 8                                                      | 24                                                     |
| 5                                                      | Cristian Bolton                                        |                                                        | 4                                                      | 1                                                      | 6                                                      | 3                                                      |                                                        |                                                        |                                                        | 20                                                     |
| 6                                                      | Ben Murphy                                             | 4                                                      |                                                        | 5                                                      | 2                                                      | 6                                                      | 3                                                      | 3                                                      | 6                                                      | 20                                                     |
| 7                                                      | Mélanie Astles                                         |                                                        | 6                                                      | 4                                                      | 5                                                      | 4                                                      | 5                                                      | 2                                                      | 4                                                      | 16                                                     |
| 8                                                      | Francis Barros                                         | DSQ                                                    | 5                                                      | 6                                                      |                                                        |                                                        |                                                        |                                                        |                                                        | 2                                                      |